# 東郷町立諸輪小学校
東郷町立諸輪小学校（とうごうちょうりつ もろわしょうがっこう）は、愛知県愛知郡東郷町にある公立小学校。

## 概要
- 校区は諸輪（後山、上市、中市、下市、観音の一部、観音畑、観音前、米ケ廻間、葭ケ廻間、狐坂の一部、稲場、北木戸西、南木戸西、中木戸西、木戸畑、畑尻、畑尻山、篠木、東脇、吉田、向イ、尼ケ根の一部、曙、富士塚、富士見台、上鉾、仲田、上仲田、下仲田、前田、上前田、下前田、福田、永井田、五反田、五輪下、池上、大坊池、小泉、百々、東百々、東諸輪、杉ノ木、御堂後、押草台、永根の一部、永丁、清水尻、片平山、車坂、八王子前）、御岳1・2丁目、北山台5丁目であり、公立中学校に進学する場合は東郷町立諸輪中学校に進学する[1]。
- この地域には、かつて現在の東郷町立東郷小学校の前身校の一つの東郷村立諸和尋常小学校[注釈 1]が存在した。諸和尋常小学校は1907年に廃校されたが、校舎は1916年に東郷村立東郷尋常高等小学校に移築されている。

## 沿革
- 1972年（昭和47年）4月1日 - 東郷小学校内に北部分校（仮称）を設置する。
- 1973年（昭和48年）
  - 3月 - 校舎（鉄筋コンクリート造3階建）が完成する。
  - 4月1日 - 東郷町立諸輪小学校として、東郷小学校から分離する。
  - 4月3日 - 開校式を行う。
  - 9月3日 - プールが完成する。
  - 9月6日 - 地盤沈下により、9月3日に完成したプールが使用不能となる。
- 1974年（昭和49年）6月22日 - プールを再建する。
- 1977年（昭和52年）2月8日 - 屋内運動場が完成する。
- 1979年（昭和54年） - 北館が完成する。

## 交通アクセス
- じゅんかい君南北コース「諸輪小学校前」バス停より徒歩すぐ。
- 名鉄バス星ヶ丘・豊田線「諸輪公民館前」バス停より徒歩約7分。

名鉄豊田線・名古屋市営地下鉄鶴舞線赤池駅より【15系統】「イオン三好アイモール前」行。

## 周辺施設
- 東郷町立諸輪中学校
- 東郷町立高嶺小学校
- 東郷あやめ保育園
- 愛知池（東郷ダム）